# Podpreska
Podpreska – wieś w Słowenii, w gminie Loški Potok. W 2018 roku liczyła 98 mieszkańców.